# Saint-Léomer
Saint-Léomer är en kommun i departementet Vienne i regionen Nouvelle-Aquitaine i västra Frankrike. Kommunen ligger i kantonen La Trimouille som tillhör arrondissementet Montmorillon. År 2022 hade Saint-Léomer 171 invånare.

## Befolkningsutveckling
Antalet invånare i kommunen Saint-Léomer
| Referens: INSEE |